# Zatoka Królowej Maud
Zatoka Królowej Maud (ang. Queen Maud Gulf, fr. Mer de la Reine Maud) – zatoka w terytorium Nunavut w Kanadzie w Ameryce Północnej.

## Geografia
Zatoka znajduje się między wybrzeżem kontynentu a wyspami Wiktorii i Króla Williama. Wybrzeża są nizinne, pokrywa je glina lodowcowa i osady morskie, leżące na prekambryjskich skałach Tarczy Kanadyjskiej. Nad cieśniną Dease w zachodniej części zatoki leży miejscowość Cambridge Bay; także Inuici z leżących niedaleko zatoki miejscowości Gjoa Haven i Umingmaktok polują na tych terenach. W zatoce leżą liczne wyspy i płycizny, utrudniające żeglugę; należy ona do najtrudniejszych w nawigacji miejsc w zachodniej Arktyce. Także warunki lodowe są bardzo nieprzyjazne, z północy przez cieśninę Wiktorii do zatoki napływa zimna woda i lód morski z Oceanu Arktycznego. Lód na zatoce zwykle zaczyna pękać w ostatnim tygodniu lipca, proces ten trwa do połowy sierpnia, przy czym wciąż trwa napływ lodu z północy. Woda zaczyna ponownie zamarzać w pierwszym tygodniu października; do końca miesiąca całą zatokę pokrywa młody lód, którego grubość rośnie w zimie.
Przez zatokę prowadzi jeden ze szlaków Przejścia Północno-Zachodniego. W 2014 roku odnaleziono w niej wrak okrętu HMS „Erebus”, który zaginął podczas ekspedycji badawczej w 1845 roku.

## Przyroda
Południową część zatoki i przyległe obszary tundry obejmuje największy obszar chroniony w Kanadzie, Queen Maud Gulf (Ahiak) Migratory Bird Sanctuary, utworzony w 1961 roku. Został ustanowiony dla ochrony obszarów gniazdowania różnych gatunków gęsi, ale chroni także wiele gatunków ptaków migrujących i innych zwierząt. Na nizinach na południe od zatoki gnieździ się 90% światowej populacji śnieżycy małej i 8% populacji śnieżycy dużej, ogółem ponad 2 miliony tych gęsi. Ponadto ważne populacje tworzą gniazdujące tam bernikla kanadyjska, gęś białoczelna, bernikla obrożna, łabędź czarnodzioby, rożeniec zwyczajny, edredon turkan i żuraw kanadyjski. Ze ssaków żyją tam renifery, piżmowoły, drapieżne wilki, niedźwiedzie grizli, lisy i rosomaki, oraz nerpy obrączkowane. Mokradła nad południową częścią zatoki obejmuje także ochroną konwencja ramsarska.